# Multi-Channel-Network
Als Multi-Channel-Network (kurz MCN oder Netzwerk, wortwörtlich übersetzt ‚Viel-Kanal-Netzwerk‘) bezeichnet man Unternehmen, die Webvideoproduzenten bei „Videoproduktion, Vermarktung und Promotion, der Monetarisierung, digitaler Rechteverwaltung und Publikumsentwicklung“ unterstützen. Im Gegenzug sind sie an den Werbeeinnahmen des Kanals beteiligt. Dazu schließen die Netzwerke entweder Verträge mit bereits bestehenden Kanälen oder produzieren eigene Kanäle.

## Übersicht
Als erstes Multi-Channel-Network gilt das 2009 in den USA gegründete Maker Studios.
Multi-Channel-Networks unterstützen Webvideoproduzenten in mehreren Bereichen, die angebotenen Leistungen variieren. Das klassische Produktportfolio umfasst die Vermarktung des Influencers und das Erschließen neuer Verdienstmöglichkeiten. Dies kann vom Auftreten des YouTubers in Werbekampagnen eines Kunden über das Produzieren von ausgewiesenen Werbevideos durch Webvideoproduzenten bis hin zu Produktplatzierungen reichen. Ein weiterer Punkt, der zum Standardrepertoire von YouTube-Netzwerken zählt, ist die digitale Rechteverwaltung sowie das Bereitstellen von Zugängen zu Musik- und Bilddatenbanken. Andere Leistungen umfassen Cross-Promotion und Hilfestellungen beim Aufbau eines Publikums. In einigen Fällen lukrieren Netzwerke für ihre Künstler auch Verträge zum Schreiben von Büchern, Moderieren von Veranstaltungen oder Produzieren von Musikalben. Für ihre Unterstützung erhalten die Netzwerke einen Teil der durch sie generierten Einnahmen.

## Subnetzwerke
Als Subnetzwerk bezeichnet man ein virtuelles Netzwerk unter einem Multi-Channel-Network, dem einen direkter Vertrag mit YouTube fehlt und nur eingeschränkte Funktionalitäten aufweist. Das Betreiben eines Subnetzwerkes wird von vielen US-Netzwerken durch spezielle Software vereinfacht. Partner von Subnetzwerken unterschreiben einen Vertrag mit zwei Unternehmen gleichzeitig und werden dann im Multi-Channel-Network eingeladen, welches das Subnetzwerk betreibt.
Aufgrund der vielen Subnetzwerke, die den Markt überschwemmen, und ihrer Unflexibilität gegenüber den YouTubern ist bei YouTube seit Juni 2016 das Betreiben von Subnetzwerken verboten.

## Alternative Netzwerke und Agenturen
Mit funk existiert seit 2016 ein Angebot der öffentlich-rechtlichen Medienanstalten, das sowohl Verträge mit Webvideoproduzenten abschließt als auch eigene Formate produziert.
Während klassische Multi-Channel-Networks darauf ausgerichtet sind, möglichst viele Partner zu haben und zu halten, haben sich in den letzten Jahren in Deutschland mehrere Künstleragenturen etabliert, die sich die Vermarktung und Unterstützung einiger weniger Webvideoproduzenten zur Aufgabe gemacht haben.

## Kritik
Der Webvideoproduzent LeFloid kritisierte in einem Interview, dass die Netzwerke mittlerweile viel zu gewinnorientiert seien und so der Nutzen für die Webvideomacher viel zu gering wäre. Solche Aussagen sind auch von anderen Webvideoproduzenten zu hören.
Unberührt dessen ist hinsichtlich der Aussage von LeFloid das grundlegende Geschäftsmodell eines jeden MCN, die Gewinne, insbesondere im Interesse der Partner, welche YouTube-Kanäle betreiben, zu optimieren. Im Dezember 2014 gab der Webvideoproduzent Simon Unge bekannt, dass er nach Streitigkeiten mit Mediakraft keine Videos auf seine Kanäle mehr hochladen werde. Stattdessen startete er einen neuen, von Mediakraft unabhängigen Kanal. Später gab er in einem Interview bekannt, dass er von Mediakraft nicht die richtige Unterstützung bekommen habe. Unter anderem spielten dabei kostspielige Projekte eine Rolle. Des Weiteren sei ihm seitens des Netzwerkes eine Privatinsolvenz angedroht worden, wenn er versuche, das Netzwerk zu verlassen. Allerdings sei auch zu erwähnen, dass Unge mit anderen Netzwerken, eine neue Partnerschaft abgeschlossen hat, nachdem er mit Mediakraft die Partnerschaft beendet hat und ist bis zum heutigen Tage mit seinen Kanälen in einem MCN.